# 李廣 (北朝)
李广（?—?），字弘基，范阳郡（今河北省涿州市）人，中国南北朝北齐人物。
李广先祖从辽东迁来。李广博览群书，有才思，年轻时与赵郡李謇齐名，时人称仅次于魏收。他讷于言，敏于行。北魏安丰王元延明镇守徐州，任命他为长流参军。始任官职就是荡逆将军。尔朱仲远任命他为大将军记室，加谏议大夫。荆州行台辛纂任命他为行台郎中，之后为车骑府录事参军。中尉崔暹精选御史，都是世胄，只有李广以才学兼御史，修国史。南台的文奏，多是出自李广的文笔。平阳公高淹辟李广为中尉，转任侍御史。高洋刚刚掌权，用为掌书记。北齐天保初年，高洋想要以他为中书郎，因为病重而中止。李广曾想要早朝，天没亮假寐，忽然惊觉，对妻子说：“我刚才似睡非睡，忽见一人从我身中出来，说：‘你用心过苦，不是精神所能承担，现在辞君而去。’”因而恍忽不乐，数日後得病，积年不起，资产用空，药物无效。李广有鉴识，度量很大，大方无私，被士人尊重，年年都给他补贴，赖以自给。最后病卒。曾推荐毕义云给崔暹，李广死后，毕义云收集他的文章十卷（一说七卷），托魏收作序。他的族人李子道也有文章。

## 延伸阅读
[在维基数据编辑]
 《北齊書·卷45》，出自李百药《北齊書》
 《北史/卷083》，出自李延壽《北史》